# Глагол в казахском языке
Глагол (каз. Етістік) — часть речи, обозначающая действие, движение, состояние как процесс. Основная синтаксическая функция глагола в предложении — сказуемое. Имеет лексико-грамматические категории, из которых наиболее типичны время, лицо, наклонение, вид, залог и спряжение. Глагол в казахском языке всегда пишется последним. 
В казахском языке различают следующие группы глаголов: 
- глагол со значением физического действия — көтер (поднимай), жаз (пиши);
- глагол со значением состояния — отыр (сидит), жүр (ходит);
- глагол со значением безобъектного движения — кел (приди), бар (иди);
- глагол с отвлеченными значениями — жобала (проектируй), дамыт (развивай);
- глагол подражательного значения — гүрілдеу (гудеть), шырылдау (чирикать);
- глагол, обозначающий процесс приобретения нового качества — өсу (расти), айық (выздоравливай);
- глагол функционального значения или вспомогательный глагол — еді, екен, емес, де, деп, деген, дейтін, шығар и др.;
- глагол, значение которого выражается корнем прилагательного — ақ, (протекать, белый), қара (смотри, чёрный);
- глагол со значением глагола и имени существительного — бас (давить, голова), ат (стрелять, имя, конь).

По своему отношению к объекту действия глагол делится на «переходный глагол»— сабақты eтістік (кітап оқы) и «непереходный» глагол — салт eтістік — кел (приходи), қуан (радуйся). Имеются глагольные корни (біл, есіт, жүгір), а также производные основы как синтетических (ойла, түсін, тап-жыл-ма, ара-ла-с-тыр), так и аналитических (дем ал, жүре бер) образований.
Глаголы выполняют алломорфные функции: 2-го лица, единственного числа, повелительного наклонения, будущего времени; во всех остальных случаях глаголы соответственно морфологизируются. Глагол имеет 5 залогов, 4 из них (кроме основного) имеют собственные аффиксы — н (-ын, -iн) и -л (-ыл, −іл) формы возвратного и страдательного; -с (-ыс, -ic) и -гес — совместно-взаимного; -т (-ыт, -іт), -дыр, -тip, -қыз, -гіз, -ыр, -ip, -қар, -кер — понудительного залогов. Категории наклонения и времени глагол взаимосвязаны, их формальные показатели аналогичны признакам причастия и деепричастия. Спряжение глагола оформляется при помощи аффиксов сказуемости. В отличие от имен глагол принимает личные окончания в форме времени и наклонения. Структура глагола в личной форме состоит из следующих элементов: 1) корень или основа; 2) аффикс времени или наклонения; 3) личные окончания. Например, сағын+а+мын (скучаю), сағын+а+сын (скучаешь), сағын+а+сыз (Вы скучаете), сағын+а+ды (он скучает).